# Canton de Sartilly
Le canton de Sartilly est une ancienne division administrative française, située dans le département de la Manche et la région Basse-Normandie.

## Géographie
Situé à cheval sur le plateau et dans la vallée de la Sée, entre les deux zones urbaines que sont Avranches et Granville, le canton de Sartilly est composé de communes rurales et maritimes, aucune ne franchissant les 1 000 habitants, à l'exception du chef-lieu. Tourisme, avec des stations balnéaires et comme point de départ de traversées de la baie du Mont-Saint-Michel à pied, et élevage équin, un pôle d'excellence en élevage de chevaux, autour d'un projet de ferme équestre à Dragey-Ronthon, et des 25 éleveurs et entraineurs de cette commune, concrétisant le surnom de « canton aux mille juments », sont les deux ressources phares de l'économie locale. De sa proximité avec les deux villes voisines, le canton tire un dynamisme démographique et économique. Pour gérer l'arrivée d'une nouvelle population, les communes ont mis en place des nouveaux équipements, tel un pôle culturel à Saint-Jean-le-Thomas et un service jeunesse gérant un relais assistantes maternelles.

## Histoire
De 1833 à 1840, les cantons de Pontorson et de Sartilly avaient le même conseiller général. Le nombre de conseillers généraux était limité à trente par département.
Intégré au canton de Pontorson en 1833, dont il est séparé au sein de celui de Granville en 1840, le canton de Sartilly est créé en 1848.

## Représentation

### Conseillers généraux de 1833 à 2015
| Période | Période      | Identité                                                   | Étiquette              | Qualité                                                                                   |
| ------- | ------------ | ---------------------------------------------------------- | ---------------------- | ----------------------------------------------------------------------------------------- |
| 1833    | 1840         | Auguste-François Angot                                     | Majorité ministérielle | Propriétaire du château de Chantore à Bacilly, député (1827-1832)                         |
| 1840    | 1848         | François-Alphonse Théroulde                                |                        | Armateur, président du tribunal de commerce de Granville                                  |
| 1848    | 1852         | Augustin-Gabriel Lempereur de Saint-Pierre (1816-1884)     | Droite                 | Préfet de la Marne, propriétaire du château de Pont-Roger à Saint-Jean-des-Champs         |
| 1852    | 1867         | Baron Auguste Travot                                       |                        | Polytechnicien, officier d’artillerie, propriétaire à Bacilly                             |
| 1867    | 1871         | Louis Lempereur de Saint-Pierre (frère d'Augustin-Gabriel) | Union des Droites      | Avocat, député (1871-1876), maire de Saint-Jean-des-Champs                                |
| 1871    | 1883         | Augustin-Gabriel Lempereur de Saint-Pierre                 | Droite                 | Ancien préfet du Jura                                                                     |
| 1883    | 1887 (décès) | Ernest Martin                                              | Républicain            | Docteur en droit                                                                          |
| 1887    | 1917 (décès) | Elphège Basire                                             | Républicain            | Éleveur, juge de paix, sénateur (1898-1917), maire de Dragey, conseiller d'arrondissement |
| 1919    | 1924 (décès) | Pascal Martin                                              | Rad.                   | Maire de Sartilly                                                                         |
| 1924    | 1937         | Raymond Martin (fils du précédent)                         | Rad.                   | Industriel, maire de Sartilly                                                             |
| 1937    | 1940         | Vicomte Jean Drouet de Montgermont                         | URD-PSF                | Agriculteur, maire de Bacilly, nommé conseiller départemental en 1943                     |
|         |              |                                                            |                        |                                                                                           |
| 1945    | 1976         | Jean Drouet de Montgermont (1894-1978)                     | DVD                    | Avocat, maire de Bacilly                                                                  |
| 1976    | 1988         | Pierre François                                            | DVD                    | Charcutier, maire de Sartilly                                                             |
| 1988    | 2001         | Denis Rault                                                | DVD                    | Commerçant, maire de Sartilly                                                             |
| 2001    | 2015         | Jacques Thouvenot                                          | DVD                    | Chef d'entreprise, conseiller municipal de Lolif                                          |

Le canton participe à l'élection du député de la deuxième circonscription de la Manche, avant et après le redécoupage des circonscriptions pour 2012.

### Conseillers d'arrondissement (de 1833 à 1940)
| Période                                  | Période          | Identité                           | Étiquette   | Qualité |
| ---------------------------------------- | ---------------- | ---------------------------------- | ----------- | --- |
| 1833                                     | 1848             | Gilles René François Godin         |             | Avocat à Avranches, suppléant du juge de paix à Sartilly                                                    |
|                                          |                  |                                    |             | |
| 1871                                     |                  | Alexandre Lemoine Lechesnay        |             | Notaire à Sartilly                                                                                          |
|                                          |                  |                                    |             | |
|                                          | 1887 (démission) | Elphège Basire                     | Républicain | Éleveur, juge de paix, maire de Dragey                                                                      |
| 1887                                     | 1889             | Théophile Le Bachelier (1855-1890) |             | Propriétaire à Sartilly                                                                                     |
| 1889                                     | 1890 (décès)     | Prosper Godefroy (1815-1890)       |             | Propriétaire à Sartilly                                                                                     |
|                                          |                  |                                    |             | |
| 1919                                     | 1924 (décès)     | Émile Orange                       |             | Maire de Dragey                                                                                             |
|                                          |                  |                                    |             | |
| 1928                                     | 1940             | Louis Hingan                       |             | Restaurateur à Sartilly                                                                                     |
| 1940                                     |                  |                                    |             | Les conseils d'arrondissement ont été suspendus par la loi du 12 octobre 1940 et n'ont jamais été réactivés |
| Les données manquantes sont à compléter. |                  |                                    |             | |

## Composition

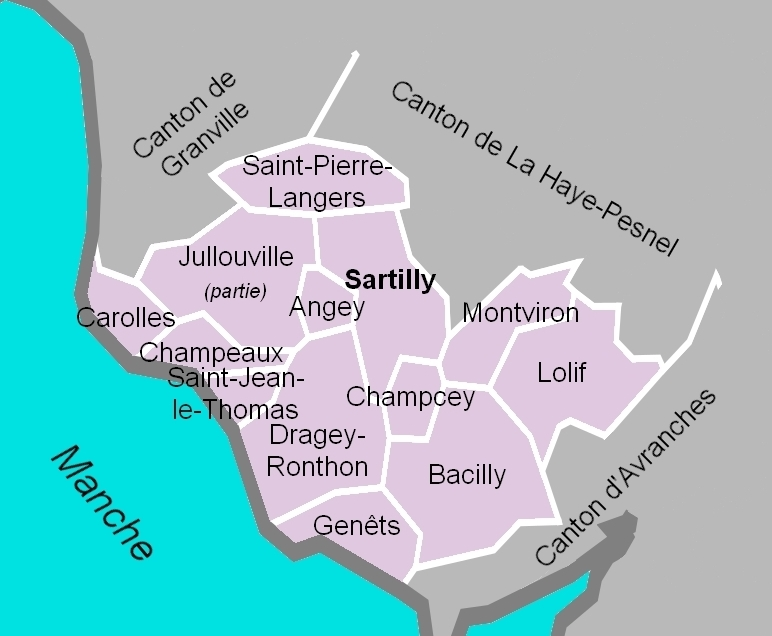
La carte des communes du canton, limitrophe de la Manche. Les cantons limitrophes étaient ceux de Granville, de La Haye-Pesnel et d'Avranches.

Le canton de Sartilly comptait 7 837 habitants en 2012 (population municipale) et se composait d’une fraction de la commune de Jullouville et de douze autres communes :
- Angey ;
- Bacilly ;
- Carolles ;
- Champcey ;
- Champeaux ;
- Dragey-Ronthon ;
- Genêts ;
- Jullouville (fraction, commune associée de Saint-Michel-des-Loups) ;
- Lolif ;
- Montviron ;
- Saint-Jean-le-Thomas ;
- Saint-Pierre-Langers ;
- Sartilly.

À la suite du redécoupage des cantons pour 2015, toutes les communes — y compris la partie de Jullouville sur le canton de Granville — sont rattachées au canton d'Avranches.

### Anciennes communes
Le canton de Sartilly n'incluait aucune commune définitivement supprimée depuis la création des communes sous la Révolution.
Le canton comprenait toutefois deux communes associées :
- Ronthon, associée à Dragey depuis le 1er janvier 1973. La nouvelle commune, adjointe également par association à cette date de Genêts et Saint-Jean-le-Thomas, prend alors le nom de Dragey-Tombelaine. Elle est renommée Dragey, puis Dragey-Ronthon après la sortie de l'association de Genêts et Saint-Jean-le-Thomas en 1979 (l'ilôt de Tombelaine est sur le territoire de Genêts).
- Saint-Michel-des-Loups, associée à Bouillon depuis le 1er janvier 1973. La commune créée, adjointe également par association à cette date de Carolles et Saint-Pair-sur-Mer, prend alors le nom de Jullouville. Deux des communes associées à Bouillon/Jullouville ont un statut particulier : malgré l'association, Carolles et Saint-Michel-des-Loups faisaient toujours partie du canton de Sartilly, alors que la commune chef-lieu et Saint-Pair-sur-Mer étaient dans le canton de Granville. Saint-Pair-sur-Mer se sépare de l'association en janvier 1978 et Carolles reprend son indépendance en janvier 2000. La particularité d'une limite cantonale traversant une association de communes n'est pas un cas unique : dans le même département de la Manche, La Boulouze (canton de Ducey) et Gerville-la-Forêt (canton de La Haye-du-Puits) partageaient la singularité de Saint-Michel-des-Loups.

## Démographie
| 1962 | 1968 | 1975 | 1982 | 1990  | 1999  | 2006  | 2011  | 2012  |
| ---- | ---- | ---- | ---- | ----- | ----- | ----- | ----- | ----- |
| -    | -    | -    | -    | 5 995 | 6 290 | 7 077 | 7 780 | 7 837 |

## Sources
Section Géographie
- Ouest France, 8 janvier 2008[15]
- France : le trésor des régions[16]